# Engineering an Empire
Engineering an Empire (Brasil: Construindo um Império ) é uma série televisiva em formato de documentário exibida pelo canal de TV americano The History Channel entre 2005 e 2007. A série ao longo de 14 capítulos explora o perfil arquitetônico das grandes sociedades antigas, que eventualmente evoluíram para tornar-se impérios da Era Moderna. o primeiro documentário da série, sobre o Império Romano, conquistou um Prêmio Emmy em 2006. 

## Episódios
| Nº | Título (EUA)             | Título (Brasil)            | Assunto                                 | Transmissão (EUA)      |
| -- | ------------------------ | -------------------------- | --------------------------------------- | ---------------------- |
| 1  | Rome                     | Roma                       | Roma Antiga                             | 13 de setembro de 2005 |
| 2  | Egypt                    | Egito                      | Egito Antigo                            | 9 de outubro de 2006   |
| 3  | Greece                   | Grécia                     | Grécia Antiga                           | 16 de outubro de 2006  |
| 4  | Greece: Age of Alexander | Grécia: A Era de Alexandre | Macedônia Antiga                        | 23 de outubro de 2006  |
| 5  | The Aztecs               | Astecas                    | Civilização asteca                      | 30 de outubro de 2006  |
| 6  | Carthage                 | Cartago                    | Civilização cartaginesa                 | 6 de novembro de 2006  |
| 7  | The Maya: Death Empire   | Os Maias                   | Civilização maia                        | 13 de novembro de 2006 |
| 8  | Russia                   | Rússia                     | Império Russo                           | 20 de novembro de 2006 |
| 9  | Britain: Blood and Steel | Grã-Bretanha: Sangue e Aço | Império Britânico                       | 27 de novembro de 2006 |
| 10 | The Persians             | Os Persas                  | Império Aquemênida                      | 4 de dezembro de 2006  |
| 11 | China                    | China                      | China antiga                            | 11 de dezembro de 2006 |
| 12 | Napoleon: Steel Monster  | Napoleão                   | Napoleão Bonaparte (Império Francês)    | 18 de dezembro de 2006 |
| 13 | The Byzantines           | Bizâncio                   | Império Bizantino                       | 25 de dezembro de 2006 |
| 14 | Da Vinci's World         | O Mundo de Da Vinci        | Leonardo Da Vinci (Renascença italiana) | 8 de janeiro de 2007   |